# August Burns Red
August Burns Red es una banda de metalcore originaria de Lancaster, Estados Unidos. La banda fue formada en marzo de 2003 y empezaron su carrera tocando por su ciudad natal. La formación de la banda, compuesta por los guitarristas John Benjamin "JB" Brubaker y Brent Rambler, el baterista Matt Greiner, el vocalista principal Jake Luhrs y el bajista Dustin Davidson, se ha mantenido constante desde 2006. La banda fue nominada a un premio Grammy en 2016 a Mejor Interpretación de Metal por la canción "Identity", y nuevamente en 2018 por "Invisible Enemy".
La banda ha lanzado diez álbumes de estudio: Thrill Seeker (2005), Messengers (2007), Constellations (2009), Leveler (2011), August Burns Red Presents: Sleddin' Hill (2012), Rescue & Restore (2013), Found in Faraway Places (2015), Phantom Anthem (2017), Guardians (2020) y su más reciente trabajo Death Below (2023).

## Historia

### Formación yThrill Seeker(2003-2006)
August Burns Red fue fundada en 2003 y se considera una banda de metalcore cristiano. Grabaron su primer EP llamado Looks Fragile After All con el sello CI Records en 2004.
Después de un año de dar conciertos con un nuevo vocalista la banda firmó con Solid State Records en 2005. El vocalista original Jon Hershey más tarde pasaría a formar banda de Post-rock instrumental Bells. August Burns Red publicó Thrill Seeker , su primer álbum de larga duración, el 8 de noviembre de ese año. En 2006, el baterista Matt Greiner fue aprobado por Truth Custom Drums.

### Messengers(2007-2009)
Su segundo álbum, Messengers, fue lanzado el 19 de junio de 2007. El álbum había vendido más de 108.000 copias de mayo de 2011 y alcanzó el puesto número 81 en el Billboard200.
A lo largo de 2008, August Burns Red viajó con una serie de actos en Norteamérica y Europa para promover Messengers. De abril a mayo ellos viajaron con As I Lay Dying y Misery Signals en los Estados Unidos y Canadá. En septiembre y octubre de ese mismo año, encabezó una gira con A Skylit Drive, Sky Eats Airplane, Greeley Estates, y This or the Apocalypse en los Estados Unidos.
Después de esta serie de giras, la banda grabó dos covers de canciones populares. Ellos grabaron una versión instrumental de la canción clásica, "Carol of the Bells" para el álbum recopilatorio X Christmas, que fue incluido en los tráileres de la película The Spirit, publicado el día de Navidad de 2008. También grabaron una versión de "... Baby One More Time" de Britney Spears para el álbum recopilatorio Punk Goes Pop 2 , lanzado en marzo de 2009.
El 24 de febrero de 2009, la banda lanzó un EP, titulado Lost Messengers: The Outtakes. Contiene material que se relaciona o se decidió no incluir en la versión final, versión máster de Messengers. El primer viaje de August Burns Red al Medio Oriente tuvo lugar el 6 de marzo de 2009 con la banda tocando en Dubái Desert Rock Festival. La última gira de la banda antes de su lanzamiento del álbum siguiente tuvo lugar en los Estados Unidos, donde viajó con la banda de metalcore All That Remains lo largo de abril y mayo.

### Constellations(2009-2011)
Para promover su siguiente álbum, August Burns Red público varias canciones nuevas y un vídeo musical en junio del 2009. Las canciones Thirty and Seven, Existence, y Ocean of Apathy fueron publicadas el 15, 21, y 29 de junio, respectivamente. Un vídeo musical de la canción Meddler también fue publicado durante este mes. El 7 de julio, August Burns Red transmitió el álbum completo en su perfil de Myspace por un tiempo limitado. August Burns Red sacó su tercer álbum de larga duración, Constellations, el 14 de julio de 2009. En la primera semana de agosto, el álbum se encontraba en el punto 24 del Billboard 200. Otro tour por Estados Unidos encabezado por August Burns Red fue organizado, con Blessthefall, Enter Shikari, All Shall Perish, y Iwrestledabearonce como apoyo. Luego de este tour, la banda estuvo en un tour en Australia como banda de apoyo para Parkway Drive. August Burns Red estuvo de gira con Underoath y Emery durante los últimos dos meses del 2009. Siguiendo con el éxito navideño del año anterior, August Burns Red lanzó "O Come, O Come Enmanuel" para la Navidad del 2009.
La banda publicó su primer CD/DVD en vivo titulado Home el 28 de septiembre del 2010. El group co-encabezó un Alternative Press tour durante noviembre. Constellations fue nominado en GMA Dove Awards como "Mejor Álbum de Rock" el 23 de febrero del 2010. August Burns Red fue de gira por Australia y Nueva Zelanda en diciembre del 2010 en el No Sleep Til Festival. ABR tocó junto a bandas como Parkway Drive, A Day to Remember, NOFX, Suicide Silence, Megadeth, y muchas otras. En Navidad del 2010, lanzó "Little Drumer Boy"

### Leveler(2011-2013)
El 27 de julio de 2010, el guitarrista, Brubaker dijo que la banda iba a tomar un tiempo de gira para escribir nueva música. El 12 de febrero del 2011 la banda anuncio en su página de Facebook de que terminaron de escribir su nuevo disco, y que para el Día de San Valentín entrarían al estudio. En marzo, anunciaron que la grabación terminó, y que era hora de mezclar. El 5 de abril revelaron que este álbum se llamaría Leveler.
El 16 de mayo de 2011, August Burns Red lanzó La canción Empire como anticipación del álbum. Luego publicaron otras canciones: Internal Cannon, Divisions, y Poor Millionaire, en el 31 de mayo, el 6 y el 14 de junio, respectivamente
Leveler salió 21 de junio de 2011 de dos maneras; estándar y de lujo. La versión de lujo cuenta con cuatro canciones extra. Este álbum se vendió mejor que los pasados, con 29,000 copias vendidas en su primera semana, solo en Estados Unidos, lo que lo puso en el puesto #11 del Billboard 200. Luego del lanzamiento, August Burns Red formó parte de la tarima principal del Warped Tour.
En Navidad del 2011, ABR lanzó "God Rest Ye Merry Gentlemen"

### Rescue & Restore(2013-2015)
El 12 de febrero de 2013, la banda anunció que estaría de vuelta en el estudio la próxima semana para comenzar la grabación de su nuevo álbum, Rescue & Restore. Carson Eslovaca y McFarland Grand de nuevo serían los encargados de supervisar la producción del álbum. El guitarrista JB Brubaker declaró que su nuevo álbum era una "...ampliación de los límites de nuestro género más de lo que nunca antes habíamos hecho. Nos propusimos escribir un registro en el que cada canción se destaca de las del pasado. Hay una gran cantidad de terreno cubierto aquí y una tonelada de carne para este álbum. Está lleno de extraños ritmos medidos, giros inesperados, y algunos de nuestros riffs más técnicos hasta la fecha. Cada uno de nosotros tiene partes propias y hemos tenido que practicar como locos para conseguir que algunas de estas cosas juntas quedasen bien. Sé que siempre digo esto, pero este será nuestro álbum más ambicioso."

### Found in Far Away Places(2015-2017)
En 2015, se publicó Found in Far Away Places.

### Tour del décimo aniversario de Messenger, Phantom Anthem y Guardians(2016 - presente)
El 21 de noviembre de 2016, se subió a la página de Facebook de la banda un adelanto de la gira del décimo aniversario de Messenger en Europa y Estados Unidos. La gira comenzó el 4 de enero de 2017 con artistas de apoyo, Protest the Hero, In Hearts Wake y '68. El 26 de julio de 2017, August Burns Red anunció su nuevo álbum, “Phantom Anthem”, lanzado el 6 de octubre de 2017. El primer sencillo del álbum, "Invisible Enemy", se estrenó en el SiriusXM Liquid Metal, el mismo día que el álbum se anunció. El 28 de noviembre de 2017, se anunció que la banda había sido nominada para otro premio Grammy en "Mejor actuación de metal" por “Invisible Enemy.
En 2019, la banda se embarca en el "Constellations 10 Year Anniversary World Tour" que se extenderá del 21 de junio a diciembre. La banda realizará una gira por América del Norte durante el verano, yendo a Australia en octubre y finalizará la gira en Europa en noviembre y diciembre. 
El 6 de febrero de 2020, August Burns Red lanzó su primer sencillo, "Defender", de su noveno álbum de estudio, “Guardians”, que se lanzará el 3 de abril de 2020, después de lo cual se embarcarán en una gira completa por América del Norte. en apoyo de Killswitch Engage.

## Características

### Estilo musical
August Burns Red es generalmente como una banda de metalcore, y también se ha dicho que tienen características de géneros como metal progresivo y thrash metal. Sus canciones suelen tener un compás técnico y breakdowns pesados, con una variedad de influencias incluyendo Meshuggah, Between the Buried and Me, Poison the Well, Symphony in Peril y Misery Signals.

### Nombre de la banda
"Hemos escogido nuestro nombre porque en el colegio, uno de nuestros mejores amigos, Jon Hershey, que también era nuestro vocalista para el momento, justo antes de que se uniera a la banda, estaba saliendo con esta chica llamada August. La relación se le salió un poco de las manos, y él realmente quería terminar con ella. Por lo tanto, él terminó la relación y en vez de ponerse triste, ella se puso muy enojada. Jon en el momento tenía un perro llamado Redd, un setter irlandés que tenía el pelaje rojo; entonces, ella fue a su casa y quemó a su perro. El nombre se da, porque al día siguiente, el titular del diario en las noticias locales decía "August Burns Red ', y luego solo nos quedamos con eso. Esto realmente afectó a Jon, así que cuando estábamos eligiendo un nombre para la banda, ese fue uno que se le pasó por la cabeza, por lo que decidió usarlo. Por lo tanto, nuestro nombre no significa nada, sólo tiene un muy raro y bruto significado". De todos modos, el nombre de la banda derivó simplemente para darle un nombre. Aun así, al grupo les gusta bromear, cambiando la historia del nombre constantemente.

### Cristianismo
August Burns Red es una banda cristiana. JB Brubaker dijo en una entrevista en línea "El Cristianismo es un estilo de vida, no es un estilo de música." y que prefiere "dejar a la música hablar por sí misma". Brent Rambler añadió que "Nos importa que la gente sepa que somos Cristianos."

## Miembros
| Miembros actuales - Jake Luhrs – voz principal (2006-presente) - John Benjamin "JB" Brubaker – guitarra principal (2003-presente) - Brent Rambler – guitarra rítmica (2003-presente) - Dustin Davidson – bajo, coros (2006-presente) - Matt Greiner – batería, piano (2003-presente) | Miembros anteriores - Jon Hershey – voz principal (2003-2004) - Josh McManness – voz principal (2004-2006) - Jordan Tuscan – bajo (2003-2006) |

Linea del tiempo

## Discografía

### Álbumes de estudio
- Thrill Seeker (8 de noviembre de 2005)
- Messengers (19 de junio de 2007)
- Constellations (14 de julio de 2009)
- Leveler (21 de junio de 2011)
- August Burns Red Presents: Sleddin' Hill (9 de octubre de 2012)
- Rescue & Restore (25 de junio de 2013)
- Found in Faraway Places (29 de junio de 2015)
- Phantom Anthem (6 de octubre de 2017)
- Guardians (3 de abril de 2020)
- Death Below (24 de marzo de 2023)

### EP
- Looks Fragile After All (24 de agosto de 2004)
- Lost Messengers: The Outtakes (24 de febrero de 2009)

### Demos
- Demo (2003)
- Demo (2005)

### DVD y álbumes en vivo
- "Messengers (DVD)" (19 de junio de 2007)
- "Home" (28 de septiembre de 2010)
- "Foreign & Familiar" (3 de diciembre de 2013)

## Videografía
| Título                              | Año  | Director       | Del Álbum               |
| ----------------------------------- | ---- | -------------- | ----------------------- |
| "Background Music to Her Awakening" | 2004 | —              | Looks Fragile After All |
| "Your Little Suburbia is in Ruins"  | 2005 | —              | Thrill Seeker           |
| "Composure"                         | 2007 | Endeavor Media | Messengers              |
| "Back Burner"                       | 2007 | Endeavor Media | Messengers              |
| "Meddler"                           | 2009 | Endeavor Media | Constellations          |
| "White Washed"                      | 2010 | —              | Constellations          |
| "Marianas Trench"                   | 2010 | Robby Starbuck | Constellations          |
| "Internal Cannon"                   | 2011 | —              | Leveler                 |
| "Empire"                            | 2011 | —              | Leveler                 |
| "Fault Line"                        | 2013 | Daniel Davison | Rescue & Restore        |
| "Provision"                         | 2013 | Daniel Davison | Rescue & Restore        |